# ریوجی آیکاوا
ریوجی آیکاوا (انگلیسی: Ryoji Aikawa؛ زادهٔ ۱۱ ژوئیهٔ ۱۹۷۶) بازیکن بیسبال اهل ژاپن است.